# Seymur Məmmədov
Seymur Məmməd oğlu Məmmədov (russisch Сеймур Мамед оглы Мамедов Seimur Mamed ogly Mamedow; * 17. Dezember 1985 in Baku, Aserbaidschanische SSR) ist ein aserbaidschanischer Billardspieler, der in der Billardvariante Russisches Billard antritt.
Er wurde 2019 Vizeweltmeister in der Disziplin Freie Pyramide und zweimal Vizeeuropameister (2005, 2006).

## Karriere
Im Mai 2003 nahm Seymur Məmmədov erstmals an einer Weltmeisterschaft teil und erreichte durch Siege gegen Sten Jarledal und Francisco Díaz-Pizarro die Runde der letzten 32, in der er gegen Wassili Lasarew mit 1:5 verlor. Wenig später wurde er beim Asian Cup Fünfter und beim Baltic Cup Neunter. Bei der EM 2003 gewann er unter anderem gegen Titelverteidiger Wladimir Petuschkow und erreichte er das Viertelfinale, in dem er Sergey Ermakov unterlag.
Anfang 2004 kam Məmmədov beim Balkanpokal ins Halbfinale und bei der Europameisterschaft ins Viertelfinale. Im weiteren Verlauf des Jahres schied er beim Asian Cup und beim Kaukasuspokal in der Vorrunde aus und bei der WM 2004 im Sechzehntelfinale gegen den späteren Weltmeister Qanybek Saghyndyqow.
Bei der EM 2005 besiegte Məmmədov unter anderem Artem Mojissejenko und Titelverteidiger Qanybek Saghyndyqow und zog ins Endspiel ein, in dem er sich dem ehemaligen Weltmeister Jaroslaw Wynokur mit 6:7 geschlagen geben musste. Nachdem er beim Asian Cup in der Vorrunde ausgeschieden war, gewann er im September 2005 durch einen 5:3-Finalsieg gegen Kirill Anischtschenko den Kaukasuspokal. Wenig später erzielte er sein bis dahin bestes Ergebnis bei einer Weltmeisterschaft, als er unter anderem Ihar Kupawa und Arnal Ormokejew besiegte und im Viertelfinale dem Weißrussen Jauhen Kurta mit 4:5 knapp unterlag.
Im Mai 2006 zog Məmmədov bei der Europameisterschaft unter anderem durch Siege gegen Kanybek Sagynbajew und Titelverteidiger Jaroslaw Wynokur zum zweiten Mal in Folge ins Finale ein, in dem er diesmal dem Ukrainer Oleksandr Palamar mit 5:7 unterlag. Kurz darauf gelangte er auch beim Europacupturnier in Minsk ins Endspiel und verlor gegen Kirill Anischtschenko (4:7). Nachdem er beim Asian Cup ins Achtelfinale gekommen war, schied er unter anderem bei den beiden folgenden Europacupturnieren und beim Weltcup in der Dynamischen Pyramide in der frühzeitig aus. Bei der WM 2006 erreichte er das Achtelfinale und verlor gegen Oleksandr Palamar (4:5).
Das Jahr 2007 verlief für Məmmədov wenig erfolgreich. So blieb er bei drei von fünf Turnieren sieglos und kam auch bei der Dynamische-Pyramide-WM, bei der er zumindest ein Spiel gewann, nicht über die Vorrunde hinaus. Sein bestes Ergebnis des Jahres erzielte er bei der Europameisterschaft, bei der er im Achtelfinale gegen Oleksandr Palamar verlor.
2008 nahm Məmmədov an zwei Weltmeisterschaften teil und erreichte bei beiden die Runde der letzten 32. Während er in der Kombinierten Pyramide gegen Jaroslaw Wynokur verlor, musste er sich in der Freien Pyramide dem Titelverteidiger Juri Paschtschinski geschlagen geben. Bei der Europameisterschaft scheiterte er zum dritten Mal in Folge an Oleksandr Palamar, diesmal im Viertelfinale.
Nachdem er bei der EM 2009 in der Runde der letzten 32 und zwei Jahre später in der Vorrunde ausgeschieden war, erreichte Məmmədov bei der Freie-Pyramide-WM 2011 das Sechzehntelfinale, in dem er dem Kasachen Älibek Omarow mit 4:6 unterlag.
Anschließend nahm Məmmədov über sechs Jahre lang nicht an größeren Turnieren teil. Seine Rückkehr auf die internationale Ebene erfolgte bei der Dynamische-Pyramide-WM im April 2018, als er gegen Nodirbek Mirzayev gewann und in der Runde der letzten 32 gegen Titelverteidiger Leonid Schwyrjajew ausschied. Während er bei den Ajara Open und beim Savvidi Cup in der ersten Runde ausschied, gelangte er bei den Telavi Open ins Viertelfinale und musste sich dort dem amtierenden Weltmeister Dmytro Biloserow geschlagen geben.
Anfang 2019 schied Məmmədov bei der Kombinierte-Pyramide-WM nach einer Auftaktniederlage gegen Wladislaw Osminin in der Runde der letzten 64 aus. Im August 2019 kam er bei der Freie-Pyramide-WM in Tscholponata zum zweiten Mal nach 2005 über das Achtelfinale aus. Er besiegte unter anderem Wolodymyr Perkun, Kairat Absatarow und Asis Madaminow und zog schließlich als erster Aserbaidschaner ins WM-Finale ein, in dem er sich dem Russen Semjon Saizew mit 3:4 knapp geschlagen geben musste. Nach Emir Hüseynov (2001) war er der zweite aserbaidschanische WM-Medaillengewinner im Russischen Billard. Wenige Wochen später schied er beim Kremlin Cup in der Runde der letzten 128 aus. Im Oktober erreichte er das Viertelfinale beim Pokal der Freundschaft im georgischen Batumi und verlor gegen Jurij Smyrnow.
Zwei Jahre nach seinem Finaleinzug unterlag Məmmədov bei der Freie-Pyramide-WM 2021 in der Runde der letzten 32 dem späteren Weltmeister Jernar Tschimbajew.

## Erfolge
| Ergebnis | Jahr   | Turnier                        | Finalgegner           | Endstand |
| -------- | ------ | ------------------------------ | --------------------- | -------- |
| Finalist | 2005   | Europameisterschaft (Fr. Pyr.) | Jaroslaw Wynokur      | 6:7      |
| Sieger   | 2005   | Kaukasuspokal                  | Kirill Anischtschenko | 5:3      |
| Finalist | 2006   | Europameisterschaft (Fr. Pyr.) | Oleksandr Palamar     | 5:7      |
| Finalist | 2006/2 | Europacup (Fr. Pyr.)           | Kirill Anischtschenko | 4:7      |
| Finalist | 2019   | Weltmeisterschaft (Fr. Pyr.)   | Semjon Saizew         | 3:4      |

## Teilnahmen an Weltmeisterschaften
| Disziplin            | 2003              | 2004              | 2005              | 2006              | 2007 | 2008              | 2009              | 2010              | 2011              | 2012 | 2013 | 2014 | 2015 | 2016 | 2017  | 2018  | 2019  | 2020  | 2021  |
| -------------------- | ----------------- | ----------------- | ----------------- | ----------------- | ---- | ----------------- | ----------------- | ----------------- | ----------------- | ---- | ---- | ---- | ---- | ---- | ----- | ----- | ----- | ----- | ----- |
| Freie Pyramide       | L32               | L32               | VF                | AF                | –    | L32               | –                 | –                 | L32               | –    | –    | –    | –    | –    | n. a. | –     | F     | n. a. | L32   |
| Dynamische Pyramide  | nicht ausgetragen | nicht ausgetragen | nicht ausgetragen | nicht ausgetragen | R    | nicht ausgetragen | nicht ausgetragen | nicht ausgetragen | nicht ausgetragen | –    | –    | –    | –    | –    | n. a. | L32   | n. a. | n. a. | n. a. |
| Kombinierte Pyramide | nicht ausgetragen | nicht ausgetragen | nicht ausgetragen | nicht ausgetragen | –    | L32               | –                 | –                 | –                 | –    | –    | –    | –    | –    | –     | n. a. | L64   | n. a. | n. a. |
| Quelle:              |                   |                   |                   |                   |      |                   |                   |                   |                   |      |      |      |      |      |       |       |       |       |       |

| Legende | Legende                               |
| ------- | ------------------------------------- |
| S       | Sieger                                |
| F       | Finalist                              |
| HF / H  | Halbfinalist                          |
| VF / V  | Viertelfinalist                       |
| AF / A  | Achtelfinalist                        |
| LX      | Niederlage in der Runde der letzten X |
| R2      | Niederlage in Runde 2                 |
| R       | Vorrundenaus/Niederlage in Runde 1    |
| –       | nicht teilgenommen                    |
| n. a.   | nicht ausgetragen                     |